# Tolland (Massachusetts)
Pour les articles homonymes, voir Tolland.
Tolland est une ville du Comté de Hampden dans l’État du Massachusetts.
Elle a été incorporée en 1810.
Sa population était de 471 habitants en 2020.